# Picquigny
Picquigny é uma comuna francesa na região administrativa de Altos da França, no departamento de Somme. Estende-se por uma área de 10,31 km². Em 2010 a comuna tinha 1 333 habitantes (densidade: 129,3 hab./km²).